# Sydjyllandsplanen
Sydjyllandsplanen var en plan for støttet montagebyggeri i Syd- og Sønderjylland, samt på Als, der, især koncentreret omkring Trekantsområdet, Esbjerg-Varde-Ribe-området og Nordals, havde en øget befolkningstilvækst. Planen blev udviklet og forvaltet af boligministeriet i begyndelsen af 1960-erne. Princippet var, at der ved standardiseret elementbyggeri skulle skaffes gode lejligheder til billige penge, herunder især lave omkostninger ved opførelse. De er typisk opført i blokke med 3 etager eller mere og ofte som store samlede boligkvarterer med flere hundrede (endda tusinde) lejligheder. På hver etage var der mulighed for kombinationer med 1-, 2-, 3-, 4- og 5-værelses lejligheder.
Planen førte til dannelsen af Totalea-koncernen, som omfattede Danalea, Casalea og Jorton.
Af eksempler på boligområder kan nævnes: 
- Kvaglundparken i Esbjerg,
- Korskærparken i Fredericia,
- Varbergparken i Haderslev,
- Danboparken i Havnbjerg,
- Skovparken i Kolding,
- Kløvermarken i Sønderborg,
- Løget By i Vejle,
- Rosenhøj i Viby J.